# Platyarthron semivittatum
Platyarthron semivittatum là một loài bọ cánh cứng trong họ Cerambycidae.